# لوروا غرانت
لوروا غرانت (بالإنجليزية: Leroy Grant)‏ هو لاعب كرة قاعدة أمريكي، (ولد في هيوستن في الولايات المتحدة 1889  م).